# Ambloplites
Genre
Ambloplites est un genre de poissons de la famille des Centrarchidae.

## Liste des espèces
Selon FishBase (29 janv. 2016) :
- Ambloplites ariommus Viosca, 1936
- Ambloplites cavifrons Cope, 1868
- Ambloplites constellatus Cashner et Suttkus, 1977
- Ambloplites rupestris (Rafinesque, 1817) - crapet de roche